# Српски конзулат у Скопљу
Српски конзулат у Скопљу отворен је 1887. као последица конзуларне конвенције Краљевине Србије и Османског царства. Конвенција је подразумевла отварање српских конзулата у центрима Косовског, Солунског и Битољског вилајета, односно у Скопљу, Солуну и Битољу. Конзулат у Скопљу почео је са радом марта 1887. први конзул био је Алекса Пачић.

## Конзули
| Име                          | Година                              |
| ---------------------------- | ----------------------------------- |
| 1. Алекса Пачић              | (1887 — 1889)                       |
| 2. Ђорђе Поповић             | (1889)                              |
| 3. Владимир Карић            | (1889 — 1892)                       |
| 4. Тодор Станковић           | (1892 — 1895)                       |
| 5. Михаило Ристић            | (1896 — 1898, 1904 — 1906)          |
| 6. Милосав Куртовић          | (1899, 1900–1903)                   |
| 7. Павле Денић               | (1900)                              |
| 8. Љубомир Михаиловић        | (29. јун 1907 — 10. септембар 1907) |
| 9. Живојин Балугџић          | (10. септембар 1907 — 8. мај 1909)  |
| 10. Јован М. Јовановић Пижон | (22. мај 1909 — 16. мај 1911)       |
| 11. Панта Гавриловић         | (25. јун 1911 — октобар 1912)       |